# Karl Josef Becker

Wappen von Karl Josef Kardinal Becker SJ

Karl Josef Kardinal Becker SJ (* 18. April 1928 in Köln; † 10. Februar 2015 in Rom) war ein römisch-katholischer Theologe und Dogmatiker sowie Kardinal ohne Bischofsweihe.

## Leben
Nach dem Abitur auf dem Dreikönigsgymnasium in Köln studierte Becker von 1946 bis 1948 drei Semester Altphilologie an der Universität zu Köln und trat am 13. April 1948 in den Jesuitenorden ein. Auf das Noviziat folgten von 1950 bis 1953 ein Studium der Philosophie an der Jesuitenhochschule Pullach und von 1955 bis 1959 ein Studium der Katholischen Theologie an der Jesuitenhochschule Sankt Georgen in Frankfurt am Main. Am 31. Juli 1958 empfing Becker in Frankfurt die Priesterweihe.
1964 wurde er mit der Arbeit Die Rechtfertigungslehre nach Domingo de Soto. Das Denken eines Konzilsteilnehmers vor, in und nach Trient zum Dr. theol. promoviert. Er lehrte Dogmatik an der Philosophisch-Theologischen Hochschule Sankt Georgen, ab 1969 an der Päpstlichen Universität Gregoriana in Rom. 1971 erfolgte die Ernennung zum außerordentlichen Professor und 1975 zum ordentlichen Professor für Dogmatik. 2003 wurde er emeritiert.
Im feierlichen Konsistorium vom 18. Februar 2012 nahm ihn Papst Benedikt XVI. als Kardinaldiakon mit der Titeldiakonie San Giuliano Martire in das Kardinalskollegium auf. Aufgrund des hohen Alters dispensierte ihn Benedikt XVI. von der üblichen Verpflichtung zur Bischofsweihe. Am 22. April 2012 erfolgte die Besitzergreifung der Titeldiakonie. Wegen Überschreitung der Altersgrenze von 80 Jahren nahm er am Konklave 2013 nicht teil. Am 10. Februar 2015 verstarb der 86-Jährige in Rom und wurde in der Jesuitengruft auf dem Campo Verano beigesetzt.

## Wirken
Als Dogmatiker lagen seine Hauptlehr- und Forschungsgebiete in der Sakramenten- und Gnadenlehre. Becker gilt als Experte für das Zweite Vatikanische Konzil, insbesondere für dessen Aussagen zu Religionsfreiheit und Ökumene, und engagierte sich in der Diskussion um Lumen gentium. Er ist unter anderem Doktorvater von Peter Walter und Alexandra von Teuffenbach. Papst Paul VI. berief Becker am 15. September 1977 zum Konsultor der Kongregation für die Glaubenslehre, in der er seit 1982 mit deren damaligem Präfekten Joseph Ratzinger zusammenarbeitete.
Der von Papst Benedikt XVI. sehr geschätzte Becker war an der Vorbereitung der Gemeinsamen Erklärung zur Rechtfertigungslehre der katholischen Kirche und des Lutherischen Weltbundes beteiligt und nahm ab 2009 an den Gesprächen zwischen dem Heiligen Stuhl und der Pius-Bruderschaft teil.

## Ehrungen und Auszeichnungen
- Verleihung des Kölner Karnevalsordens durch das Festkomitee Kölner Karneval, vertreten durch Bürgermeisterin Elfi Scho-Antwerpes,[8] in der deutschen Botschaft beim Heiligen Stuhl am 18. Februar 2012, zusammen mit Rainer Maria Woelki und Klaus Wowereit[9]

## Schriften
- Der Gottesbeweis nach Marechal. Zusammengestellt auf Grund der Mélanges Joseph Maréchal. Pullach 1956.
- Die Rechtfertigungslehre nach Domingo de Soto. Das Denken eines Konzilsteilnehmers vor, in und nach Trient. Analecta Gregoriana, Rom 1967, eingeschränkte Vorschau in der Google-Buchsuche.
- Wesen und Vollmachten des Priestertums nach dem Lehramt. Herder, Freiburg 1970.
- Trattati sul battesimo, sulla confermazione, sui sacramenti in genere: schemi e bibliografie. Pontificia Università Gregoriana, Facoltà di Teologia, 1977.
- mit Ilaria Morali und Gavin D’Costa: Catholic Engagement with World Religions: A Comprehensive Study (Faith Meets Faith). Orbis Books, 2010, ISBN 978-1-57075-828-7.
- An Examination of Subsistit in: A Profound Theological Perspective. In: L’Osservatore Romano, 14. Dezember 2005 (englisch).